# Acantholipes curvilinea
Acantholipes curvilinea är en fjärilsart som beskrevs av John Henry Leech 1900. Acantholipes curvilinea ingår i släktet Acantholipes och familjen nattflyn. Inga underarter finns listade i Catalogue of Life.